# Sása, Zvolen
Sása este o comună slovacă, aflată în districtul Zvolen din regiunea Banská Bystrica. Localitatea se află la altitudinea de 383 m deasupra n.m., se întinde pe o suprafață de 24,67 km2 și în 2017 număra 932 de locuitori.

## Istoric
Localitatea Sása este atestată documentar din 1332.

## Demografie
| An:                | 1994 | 2004   | 2014   | 2024    |
| ------------------ | ---- | ------ | ------ | ------- |
| Număr de persoane: | 889  | 951    | 933    | 830     |
| Diferență:         |      | +6,97% | −1,89% | −11,03% |

| An:                | 2023 | 2024   |
| ------------------ | ---- | ------ |
| Număr de persoane: | 857  | 830    |
| Diferență:         |      | −3,15% |